# Cinco Categorías Negras
La Cinco Categorías Negras (chino simplificado: 黑五类; chino tradicional: 黑五類; pinyin: Hēiwǔlèi) se refería a las siguientes cinco identidades políticas:
- Terratenientes (en chino, 地主; pinyin, dìzhǔ)
- Campesinos ricos (en chino tradicional, 富農; en chino simplificado, 富农; pinyin, fùnóng)
- Contrarrevolucionario (en chino, 反革命; pinyin, fǎngèmíng)
- Malas influencias ("elementos malos") (en chino tradicional, 壞份子; en chino simplificado, 坏分子; pinyin, huàifènzǐ)
- Derechistas (en chino, 右派; pinyin, yòupài)

La frase se usó en la Revolución Cultural China durante la cual Mao Zedong consideró a los miembros de estas cinco categorías como enemigos de la Revolución. Las clases sociales opuestas son las "Cinco Categorías Rojas". Los miembros de las Cinco Categorías Negras sufrieron serias persecuciones durante la Revolución Cultural, y muchos de ellos fueron asesinados en masacres o cometieron suicidios.La mayoría de los miembros de las Cinco Categorías Negras fueron rehabilitados en el período Boluan Fanzheng después de la Revolución Cultural.